# María Emilia Undurraga
María Emilia Undurraga Marimón (29 de agosto de 1975) es una ingeniera agrónoma, socióloga y política chilena,  que desde el 6 de enero de 2021 hasta el 11 de marzo de 2022, se desempeñó como ministra de Agricultura bajo el segundo gobierno del presidente Sebastián Piñera.

## Familia y estudios
Es una de los siete hijos de Pío Alfonso Franco Undurraga Mackenna y de Rebeca de la Asunción Amalia Marimón Cousiño. Está casada con el empresario Cristián Matetic, con quien es madre de cuatro hijos. Milita en el partido político Evolución Política (Evópoli).
Realizó sus estudios superiores en la carrera de ingeniería agrónoma con mención en economía agraria en la Pontificia Universidad Católica (PUC), y luego cursó un máster en sociología en la misma casa de estudios y un máster en políticas internacionales de desarrollo, en la Universidad de Duke, Estados Unidos.

## Trayectoria profesional y política
Vivió y trabajó en la Región de Valparaíso por más de ocho años. Posteriormente, en el primer gobierno de Sebastián Piñera, entre 2011 y 2014, trabajó en el Instituto de Desarrollo Agropecuario (Indap) a cargo de los programas territoriales que a lo largo de Chile atienden a más de cien mil agricultores con apoyo técnico y de inversiones. En esta institución lideró la elaboración de la «Política Nacional de Desarrollo Rural».
Representó al Ministerio de Agricultura (Minagri) en la negociación con los pueblos indígenas del decreto que regula la consulta indígena, el cual operacionaliza el convenio N° 169 de la Organización Internacional del Trabajo (OIT). Participó además, como representante de Chile en misiones de cooperación internacional a Perú y Costa Rica. Fue delegada chilena ante la Organización para la Cooperación y el Desarrollo Económicos (OCDE) en políticas territoriales rurales.
Hasta marzo de 2018 fue investigadora asociada y profesora part-time de la Facultad de Agronomía e Ingeniería Forestal de la PUC y participó de distintos proyectos entre los que se encontraba un «Polo Territorial Estratégico» con fondos FIA.
Desde agosto de 2018 y hasta enero de 2021, ejerció como directora nacional de la Oficina de Estudios y Políticas Agrarias (Odepa). Fue la primera directora en ser elegida por el sistema de Alta Dirección Pública (ADP).
El 6 de enero de 2021, el presidente Sebastián Piñera realizó un cambio de gabinete, en el cual removió a Antonio Walker del Ministerio de Agricultura y posicionó a Undurraga como titular de la cartera, siendo la segunda mujer en ocupar dicho cargo después de Marigen Hornkohl, en 2008. Se mantuvo en esa función hasta el final del gobierno en marzo de 2022. Tras aquello, retornó a ejercer la docencia en diferentes universidades.